# Chrno Crusade
Chrno Crusade (クロノ クルセイド, Kurono Kuruseido), também grafado Chrono Crusade, é uma série de mangá do mangaká Daisuke Moriyama. Publicada originalmente na revista mensal Monthly Dragon Age, da Kadokawa Shoten, gerou 8 tankobon. Posteriormente, foi adaptada pelo estúdio Gonzo em uma série de anime de 24 episódios. Chrno Crusade narra a história de Chrno, um demônio (chamado na série de Pecador) que vê em sua companheira Rosette a chance de reconstruir a sua vida.

## Enredo
A história se passa no final dos anos 1920 nos EUA. O grande desenvolvimento econômico dos EUA faz com que a ganância domine cada vez mais seres humanos. Este se torna um ambiente ideal para os demônios fazerem suas maldades: enquanto fingem ajudar os humanos, na realidade se utilizam destes para os seus próprios objetivos. Para enfrentar tamanho mal, a igreja católica criou a Ordem de Magdala, cujos membros (padres, freiras e etc) têm a função de exorcizar e destruir estes monstros através do uso de armas especializadas na captura e abatimento destes inimigos.
O anime/mangá conta a história de Rosette Christopher, uma jovem freira que definitivamente não age como tal. Há quatro anos, Rosette vivia em um orfanato com seu irmão mais novo Joshua, que era um dos apóstolos(sete humanos foram abençoados com poderes divinos), porém ele é sequestrado por um demônio chamado Aion. Desesperada, ela faz um pacto com outro demônio, Chrno, para que ele possa ajudá-la a encontrar seu irmão e salvá-lo. Mas ao fazer isso, Rosette vira sua contratante, e toda vez que Chrno usar seus poderes a vida dela será consumida. O símbolo desse contrato é um relógio que Rosette sempre carrega pendurado no pescoço e que mostra o seu tempo de vida. E para não ficar "gastando" a vida dela a toa, Chrno permanece na forma de um garoto que aparenta ter 12 ou 13 anos. Mas quando ele precisa lutar a sério, ele volta para sua verdadeira forma: um demônio com asas, sem chifres e com uma aparência adulta.
Após ter feito o pacto com Chrno, Rosette decide ir para a Ordem de Magdala para aprender a lutar, matar e exorcizar demônios. Chnro vai junto e trabalha como seu assistente nas missões, e sempre está por perto de Rosette. Porém alguns membros da ordem possuem muito preconceito com Chrno, por ele ser um demônio, como a irmã Kate, que o proíbe de entrar em sua sala por não obter extrema confiança no garoto.

## Personagens
Chrno 
- Idade: desconhecida (mais de 50 anos)
- Idade Aparente: 12 em sua forma de infantil, 20 em sua verdadeira forma.
- Altura: 150 cm em sua forma de infantil, 180 cm em sua verdadeira forma.
- Lugar de Origem: Pandemônio

É um demônio que era parceiro de Aion, mas ao virar-se contra ele, teve seus chifres, que são a fonte do poder dos demônios, arrancados. Ele passou 50 anos isolados no túmulo de Maria de Magdala até ser encontrado pelos irmãos Christopher. Depois, ele acaba fazendo um pacto com Rosette para que ele possa ajudá-la a salvar seu irmão. Ele esteve ao lado dela durante 4 anos. Na maior parte do tempo, tem a aparência de uma criança de 12 ou 13 anos de idade, pois, ao perder seus chifres, perdeu a fonte de seu poder. Portanto, ele fica nessa forma para não gastar muito astral, mas sua forma original é a de um demônio com asas e sem chifres que aparenta ter uns 20 anos. Chrno gosta de ajudar os outros, gosta de ficar perto de humanos e, na maioria das vezes, é calmo e gentil. Utiliza da violência apenas quando é muito necessário. Porém, pode ficar extremamente perigoso e violento quando Rosette é ferida por um inimigo. Chrno, assim como Aion, é conhecido como "pecador" pelos outros demônios e as vezes é procurado por eles.
Rosette Christopher
- Data de Nascimento: 23 de janeiro de 1912
- Idade: 16
- Altura: 162 cm
- Peso: 47 kg
- Medidas: busto 84; cintura 59; quadril 85
- Lugar de Origem: San Francisco, EUA.

É a melhor amiga de Chrno e possui 16 anos, quase 17. Vivia em um orfanato e teve seu irmão sequestrado por Aion aos 12 anos, forçando-a a fazer um pacto com Chrno, onde ela daria aos poucos sua vida para ele adquirir poder. O símbolo do pacto é o relógio que Rosette carrega sempre consigo no pescoço e que mostra seu tempo de vida. Ela se torna freira na ordem de Magdalan e treina para enfrentar os demônios. Rosette possui um raro senso de justiça e piedade, que a faz querer sempre ajudar todos que precisem. Ela sempre recebe bronca da irmã Kate por causar muitos problemas e muita destruição durante suas missões.
Azmaria Hendric 
Nasceu na vila de Fátima, em Portugal, e tornou-se soprano aos doze anos. Ela é um dos apóstolos e seus poderes permitem que ao cantar ela possa curar as pessoas e manipular as linhas astrais. Passou por várias famílias adotivas. Mas tragédias terríveis aconteciam a todas as famílias adotivas da garota, que se sente culpada por isto. Depois foi sequestrada por um demônio e seu contratante, que queriam seu poder. Mas foi salva por Chrno e Rosette e se tornou uma amiga inseparável da dupla.
Sendo assim, ela virou uma freira para participar das missões com eles. Azmaria admira muito Rosette, e diz que quer ser como ela.
Ewan Remington
- Data de Nascimento: 23 de julho de 1904
- Idade: 24
- Altura: 182 cm
- Peso: 74 kg
- Cidade de Origem: New York, EUA.

Um membro de primeira classe da Milícia da Ordem de Magdalan. Aparenta ser um homem jovem, de aproximados 25, 27 anos, mas certamente é bem mais velho do que aparenta. Remington foi quem trouxe Rosette e Chrno para o Convento de Magdalan, em Nova York, e tornou-se o "protetor" deles. Ele adora flertar, e é muito popular com todas as irmãs do Convento de Magdalan, especialmente Rosette. Além disso, é um lutador muito forte, misterioso e esconde muitos segredos. Determinado a lutar contra seus inimigos até o dia em que morrer, não importa o que aconteça com ele.
Satella Harvenheit
- Data de Nascimento: 10 de junho de 1908
- Idade: 19
- Altura: 172 cm
- Peso: 50 kg
- Medidas: busto 91; cintura 60; quadril 90 cm
- País de Origem: Alemanha

É uma caçadora de recompensas também conhecida como Hexen die Jewel. Vem de uma família onde todos possuem o poder sobrenatural de invocar monstros usando jóias. Quando ela era criança toda sua família foi assassinada por um demônio o que gerou nela um grande desejo de vingança contra os demônios (o que a leva a não confiar em Chrno no começo). Enquanto combate demônios por dinheiro acaba conhecendo Chrno e seus amigos e, embora tente disfarçar, acaba se tornando amiga deles. Satella sempre acaba discutindo com Rosette, mas elas acabam se tornando grandes amigas, mesmo que não admitam.
Irmã Kate Valentine
Freira que lidera a ordem de Magdalan. Vive brigando com Rosette por causa das suas trapalhadas e não confia em Chrno por ele ser um demônio. Apesar de seu aspecto severo é uma pessoa de bom coração.
Elder
É o cientista da ordem. É ele que inventa as armas e a munição que são usadas na ordem. Ele é amigo de Chrno e Rosette. Elder, é um velho pervertido que sempre dá um jeito de espiar as freiras no banho(ocorre só no mangá), espiar por de baixo da saia delas e de apalpá-las. Por isso, vive apanhando delas, principalmente de Rosette.
Joshua Cristopher 
- Data de Nascimento: em 1913
- Idade: 15
- Idade mental : 12
- Altura: 175 cm
- Peso: cerca de 60 kg
- Lugar de Origem:San Francisco, EUA.

Irmão mais novo de Rosette. Apesar de ter o poder de curar as pessoas, é incapaz de curar seus próprios machucados e doenças, sendo portador de uma doença incurável.Depois de descobrir que ele era um dos apóstolos, Aion o sequestra. Joshua teve suas memórias confundidas e não consegue lembrar do rosto de sua amada irmã.Ele passa a obedecer Aion acreditando nas "boas intenções" de Aion. Depois ele passa a acreditar que Fiore seja sua irmã. Aion o usa como um substituído para Chrno, entregando os chifres dele para Joshua, e o faz usar quando ele pede.
Aion 
- Idade: desconhecida (mais de 50 anos)
- Idade Aparente: 20
- Altura: 182 cm
- Lugar de Origem: Pandemônio

É o vilão da série. Ele sempre possuiu planos, e para concretizá-los ele reuniu cinco demônios(Chrno, Genai, Rizelle, Shader e Viede).Os seis eram conhecidos como "pecadores" pelos outros demônios, pois estavam pecando indo contra o equilíbrio natural entre o bem e o mal.Sendo assim foram perseguidos pelos outros demônios. Aion precisava mais de Shader (por se uma cientista e indispensável para o plano) e Chrno,que possuía um poder muito destrutivo(sendo conhecido também como o assassino dos 1000 demônios).Porém quando Chrno se rebelou contra Aion, ele logo arrancou seus chifres(pois sabia que seria morto).Mas como ele precisava do poder de Chrno foi atrás dele oferecendo seus chifres de volta se ele voltasse a trabalhar para ele, e como Chrno rejeitou a proposta, Aion usou Joshua para ser o portador dos chifres, e o sequestra. Ele confundiu a mente de Joshua e de Fiore para fazê-los trabalhar para ele.Depois ele e os outros quatro pecadores foram atrás dos outros cinco apóstolos para usarem os poderes deles.
Fiore 
É uma garota que Aion sequestrou e apagou suas memórias para fazê-la trabalhar para ele. Depois de sequestrar Joshua, Aion a colocou para cuidar dele numa casa isolada enquanto não precisava dos poderes dele. Depois Aion confundiu a mente dela, fazendo-a acreditar que existia apenas para cuidar e proteger Joshua. Com o tempo Joshua acaba se confundindo e começa a chamá-la de "one-sama"(Irmã mais velha)que era como ele chamava Rosette. Então ela se confunde também e começa a acreditar que ele é seu irmão.
Mary Magdalene
Maria de Magdala ou Maria Madalena era uma moça que possuía grandes poderes divinos, e Aion ambicionava seu poder, por isso fez Chrno sequestra-la. Maria não tinha medo dos demônios e cooperava com tudo que mandassem. Aion queria usar seu poder para concretiza seus planos. Mas ela e Chrno acabam se apaixonando, então Chrno decide ajudá-la e assim se rebela contra Aion. Porém teve seus chifres arrancados por ele, e quase morreu, mas foi salvo por Maria que usou toda sua vida para salvá-lo. Chrno ficou muito triste com a morte dela, e constrói uma tumba para ela.E durante 50 anos ficou sentado ao lado do túmulo dela, até ter sido encontrado por Rosette e Joshua.

## Diferenças entre o anime e o mangá
Até certo ponto da história, o anime e o mangá, possuem basicamente o mesmo conteúdo. Porém passam a tomar rumos diferentes.
No anime Rosette ganha estigmas e depois é descoberto que ela é a reencarnação de Maria Madalena. Aion desde o começo sabia disso, e passou a capturar os sete apóstolos com a intenção de realizar um ritual onde iria "despertar" os poderes dela, e então iria controlar sua mente para poder usá-la em seu plano.
Já no mangá, a única "ligação" entre Rosette e Maria era seu amor por Chrno.
No mangá o centro da historia passa ser a própria Pandemônio que não fora destruída por Aion na rebelião que os pecadores fizeram como no anime. Para concretizar seu plano Aion precisa destruí-la mesmo dessa vez, e para impedir o "renascimento" de tudo no mundo, Chrno e Rosette precisam lutar para impedir sua morte. Pois se ela morresse, o mundo iria se destruir para dar início ao surgimento de um novo mundo.
A Morte de Maria Madalena, no mangá é diferente da do anime. No anime ela morre porque diz que ela era apenas uma "isca" de Deus para o plano deles fracassar, e quando Aion escuta isso diz a Chrno que a Mate. Chrno se recusa e tem seus chifres arrancados, então Maria faz o pacto com ele e morre instantaneamente. Já no mangá, a pandemônio havia entrado em seu corpo, e estava assumindo o controle, aos poucos, do mesmo.Ao perceber isso Aion ordena que Chrno a mate, e ele recusa e tem seus chifres arrancados, mas Maria o salva fazendo o pacto com ele,porém ela ainda não morre(e ao contrario de quando fez o pacto com Rosette, Chrno ficou com uma aparência de 20 anos) .Chrno percebe que seria melhor se ele a levasse de novo para a ordem de Magdala, pois poderiam protegê-la lá. Então os dois fogem escondidos, e viajam por dias. Mas não demora muito, e Aion os encontra, mata Maria e deixa Chrno muito ferido (pois Chrno havia jogado seu corpo na frente para tentar protegê-la, porém a lâmina vara o corpo dele e o corpo dela. Ela não resiste e morre).
Há muitas outras diferenças, exemplo: No anime é dito que Remington é um anjo "caído", por isso tem mais de 50 anos e com uma aparência jovem. No mangá ele "modificou" o corpo, e com a ajuda das invenções de Elder, se mantém vivo. Outro caso que vale a pena ser citado é a Shader(mangá)/Sheda(anime), o demônio com aparência de "Neko"(gato) e cientista de Aion.No anime ela é realmente má, queria matar Azumaria e é morta por Remington.Já no mangá, apesar de trabalhar para Aion ela não é de fato má.Ela gostava muito de Maria, e quando ela e Chrno foge, ela vai até Chrno para avisar que Aion havia encontrado eles(porém ele não chega a tempo para defender o ataque de Aion).Ela também gosta e trata muito bem Chrno, todos os apóstolos e Fiore. Aliás no mangá, ela não morre e ainda vai viver entre os humanos com Fiore. E só no mangá, mostra o passado dos pecadores e o porque Aion queria tanto reconstruir o mundo.
No anime, Rosette não consegue fugir de seu destino e falece nos braços de Chrno, que morre logo em seguida. Já no mangá, pudesse interpretar pelo menos três finais diferentes para eles. Chrno havia se separado de todos(e congelado Rosette, temporariamente, para que ela não o seguisse) para lutar a sério com Aion. Como o lugar estava desmoronando todos(os humanos) tiveram de ir embora, e ninguém ficou sabendo do resultado da luta deles, mas presumiram que venceram pois Aion havia sumido.Porém Chrno, depois da luta, havia desaparecido, e não se teve noticias dele por anos.E todos aceitaram sua morte,menos Rosette que ficou anos esperando sua volta. Rosette "morre" com aproximadamente 30 anos, mas antes de "morrer" deixou claro que não queria que ninguém abrisse seu caixão. Em uma historia extra do último capítulo mostra à hora da suposta morte de Rosette, onde ela estava sozinha em uma igreja e começa a ter um ataque cardíaco. Ela cai no chão e grita por ajuda. Ela acaba gritando o nome de Chrno junto, e se lembra da promessa que ele a fez antes da luta contra Aion(que ele voltaria para ela) e diz que não pode morrer até ele voltar. Então a porta da igreja se abre, e Chrno aparece(com sua forma "adulta", mas em versão "humana", que ele usava na época de Maria de Magdala), ela começa a chorar e corre para os braços dele, então acaba. Então temos três finais possíveis: 1°Ela morre, logo em seguida, nos braços do Chrno, como no anime. 2°, ela não morre, forja sua morte e vai viver com Chrno em outro lugar. 3°, ela morre e sua alma encontra a alma de Chrno que havia morrido na luta e que estava esperando por ela. Não há como saber qual desses finais é o correto, mas é de se supor que tinha a intenção que os leitores "escolherem" o final que preferirem.
(Anime) Um fato importante é que cada apóstolo possuía uma virtude. Eram no total seis apóstolos em que a virtude de Joshua era a esperança e de Azmaria caridade. Rosette, reencarnação de Maria Madalena, também possuía uma virtude, a justiça. 
Assim fazendo as sete virtudes, as dos apóstolos e de Rosette.

## Seiyū japonês / inglês
- Irmã Rosette Christopher — Tomoko Kawakami / Hilary Haag
- Chrno: O Pecador — Akira Ishida / Greg Ayres
- Satella Harvenheit:  Michiko Neya / Tiffany Grant
- Apostóla Azmaria Hendric — Saeko Chiba / Jessica Boone
- Aion: O Pecador — Kazuhiko Inoue / Andy McAvin
- Apostólo Joshua Christopher — Junko Minagawa / Chris Patton
- Padre Ewan Remmington — Shō Hayami / Jason Douglas
- Irmã Kate Valentine — Yoshiko Sakakibara / Laura Chapman

## Musicas
- Tema inicial:

"Tsubasa wa Pleasure Line" interpretado por Minami Kuribayashi
- Tema final:

"Sayonara Solitia" interpretado por Saeko Chiba

## Episódios
| #  | Título original  | Título em português                 | Data de exibição (Japão) |
| -- | ---------------- | ----------------------------------- | ------------------------ |
| 01 | シスターロゼット | Piloto ~ Irmã Rosette               | 25 de novembro de 2003   |
| 02 | 契約者           | O Pacto ~ Contratante               | 2 de dezembro de 2003    |
| 03 | 御使い           | Apostólos ~ O Anjo                  | 9 de dezembro de 2003    |
| 04 | 罪人             | Pecadores                           | 16 de dezembro de 2003   |
| 05 | 修道騎士         | Milícia                             | 23 de dezembro de 2003   |
| 06 | 宝石の魔女       | Invocadora de Joias                 | 6 de Janeiro de 2004     |
| 07 | 悪魔             | O Demônio                           | 13 de Janeiro de 2004    |
| 08 | 傀儡             | Chuva que Cai ~ O Brinquedo         | 20 de Janeiro de 2004    |
| 09 | ヨシュア         | Joshua                              | 27 de Janeiro de 2004    |
| 10 | 尖角             | Chifre                              | 3 de fevereiro de 2004   |
| 11 | けだもの         | Caçador Grabiel ~ Besta             | 9 de fevereiro de 2004   |
| 12 | 聖夜             | Noite Sagrada                       | 16 de fevereiro de 2004  |
| 13 | 姉               | Trem de Marionete ~ Irmã mais Velha | 23 de fevereiro de 2004  |
| 14 | 祈り             | Invocação ~ Prece                   | 1 de março de 2004       |
| 15 | 追手             | Os Perseguidores                    | 8 de março de 2004       |
| 16 | 信仰者           | Aquele que crê                      | 15 de março de 2004      |
| 17 | 共犯者たち       | Cúmplices                           | 22 de março de 2004      |
| 18 | 四人             | Fotografia ~ Quatro Pessoas         | 29 de março de 2004      |
| 19 | 首               | Perdão ~ Pescoço                    | 14 de abril de 2004      |
| 20 | 毒               | Tentação ~ Veneno                   | 22 de abril de 2004      |
| 21 | マグダレーナ     | Maria Madalena ~ Madalena           | 29 de abril de 2004      |
| 22 | さよなら         | Adeus                               | 20 de maio de 2004       |
| 23 | ノイズ           | O Barulho                           | 3 de junho de 2004       |
| 24 | クロノ           | Chrno                               | 10 de junho de 2004      |